# Кіббех
Кіббех, кеббе (араб. كبة) — левантійська страва, котлети з булгуру (роздробленої пшениці), дрібно подрібненого м'яса з спеціями і рубленої цибулі.
Кіббех — популярна страва близькосхідної кухні. Вона зустрічається в Лівані, Сирії, Палестині, Ізраїлі, Йорданії, Єгипті, Іраці та Ірані, а також у Вірменії, Туреччині. У Сирії та Лівані наречена перед шлюбом повинна продемонструвати вміння готувати кіббех. За вмінням приготувати цю страву в Сирії цінували господиню будинку. Дві-три досвідчені майстрині могли зліпити до 300 кіббехів за годину.
Поєднання крупи, м'яса та спецій створює вишуканий контраст смаків і текстур, відточений століттями приготування страви в різних країнах.

## Принципи приготування

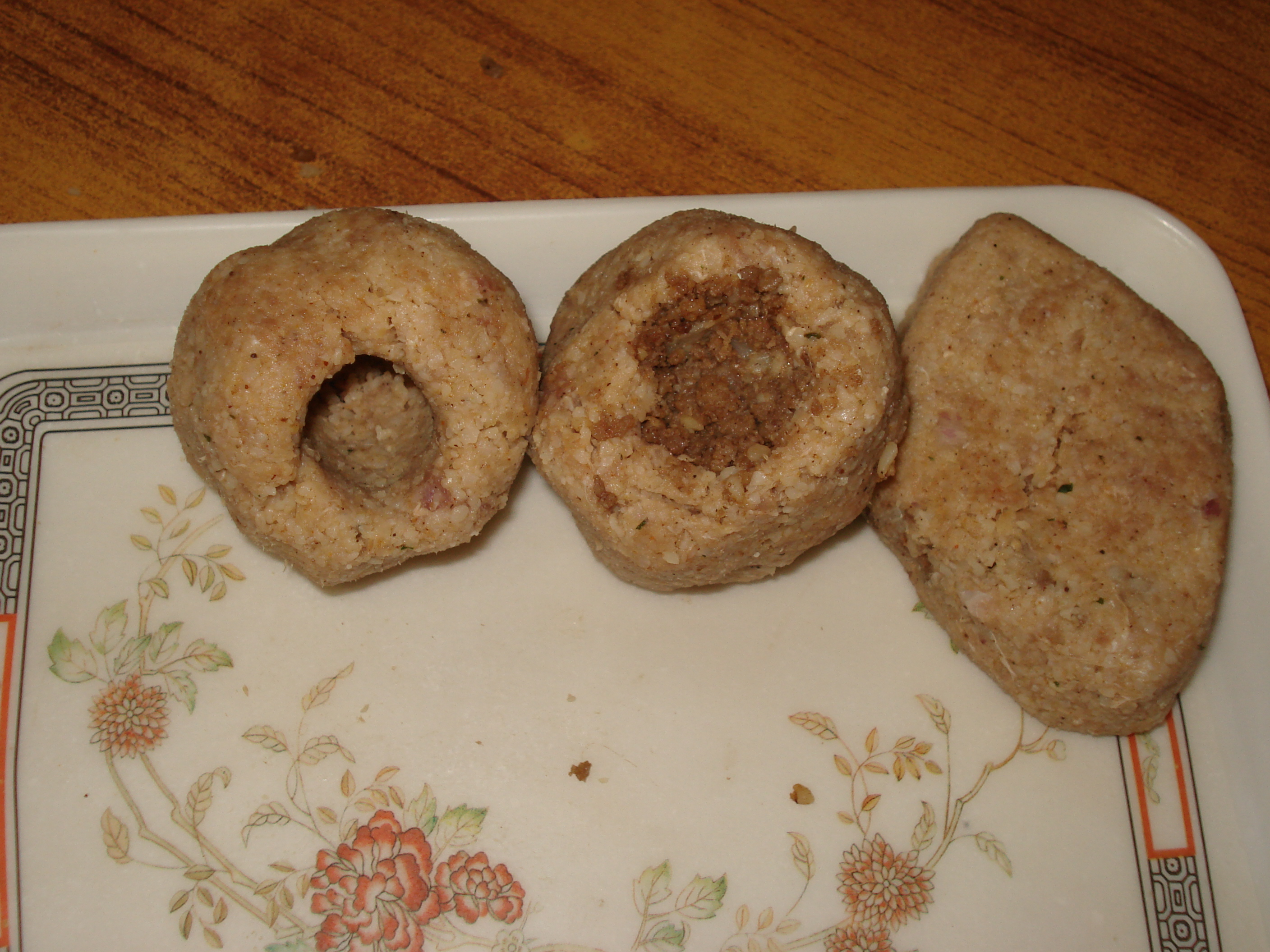
Формування кіббеху.

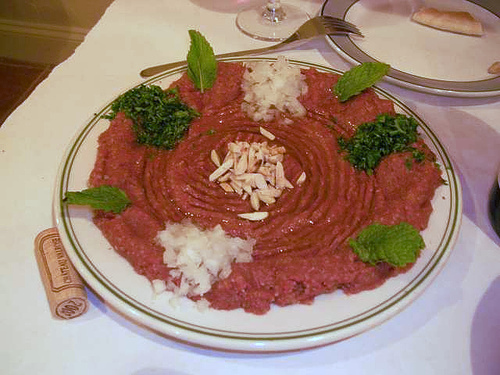
Сирий кіббех

Найпоширеніший вид кіббеху — кулясті або торпедоподібні крокети з начинкою. Для оболонки готують пасту з крупи, цибулі, спецій та води, багато сортів включають дрібно нарізане м'ясо та борошно. Начинка може бути різноманітною, часто м'ясна, з цибулею, горіхами, овочами, прянощами.
З пасти руками формують кульки, надають їм форму торпеди, котлети, кулі розміром 6-8 см (в старовину зазвичай робили більші кіббехи). За допомогою ложки або руками в пасту заправляють начинку і ретельно закривають її пастою з усіх боків. Сирі кеббе можуть бути заготовлені заздалегідь як напівфабрикат. Сформовані кіббехи піддають тепловій обробці: смажать у великій кількості жиру, тушкують в соусі, варять.
Інший варіант формування кіббеху — плоский коржик на круглому деці, що складається з трьох шарів: нижній і верхній шар з м'ясної пасти, середній шар — начинка, як правило, з горіхами. Коржик надрізають ножем на ромби розміром 5-7 см, посипають подрібненими горіхами, обсмаженими з цибулею, і запікають. Цей вид кіббеху іноді їдять сирим, на зразок татарського біфштексу.

## Інгредієнти
Крупа, що входить у пасту для приготування кіббеху, відрізняє цю страву від інших варіантів котлет. Зазвичай використовують подрібнену пшеницю — булгур, яку розмочують у воді, віджимають та розминають руками . У деяких регіонах замість булгуру використовують подрібнений рис (січку).
М'ясо в кіббесі може бути різним: найчастіше це баранина, але може бути яловичина, козяче або верблюже м'ясо. Іноді замість м'яса використовується риба. Готують і вегетаріанські кіббехи, наприклад, з гарбузом. Звичайні спеції — кориця, мускатний горіх, гвоздика, духмяний перець, перець алеппо. При приготуванні використовують оливкову олію та кедрові горіхи, фісташки або мигдаль.

## Подача

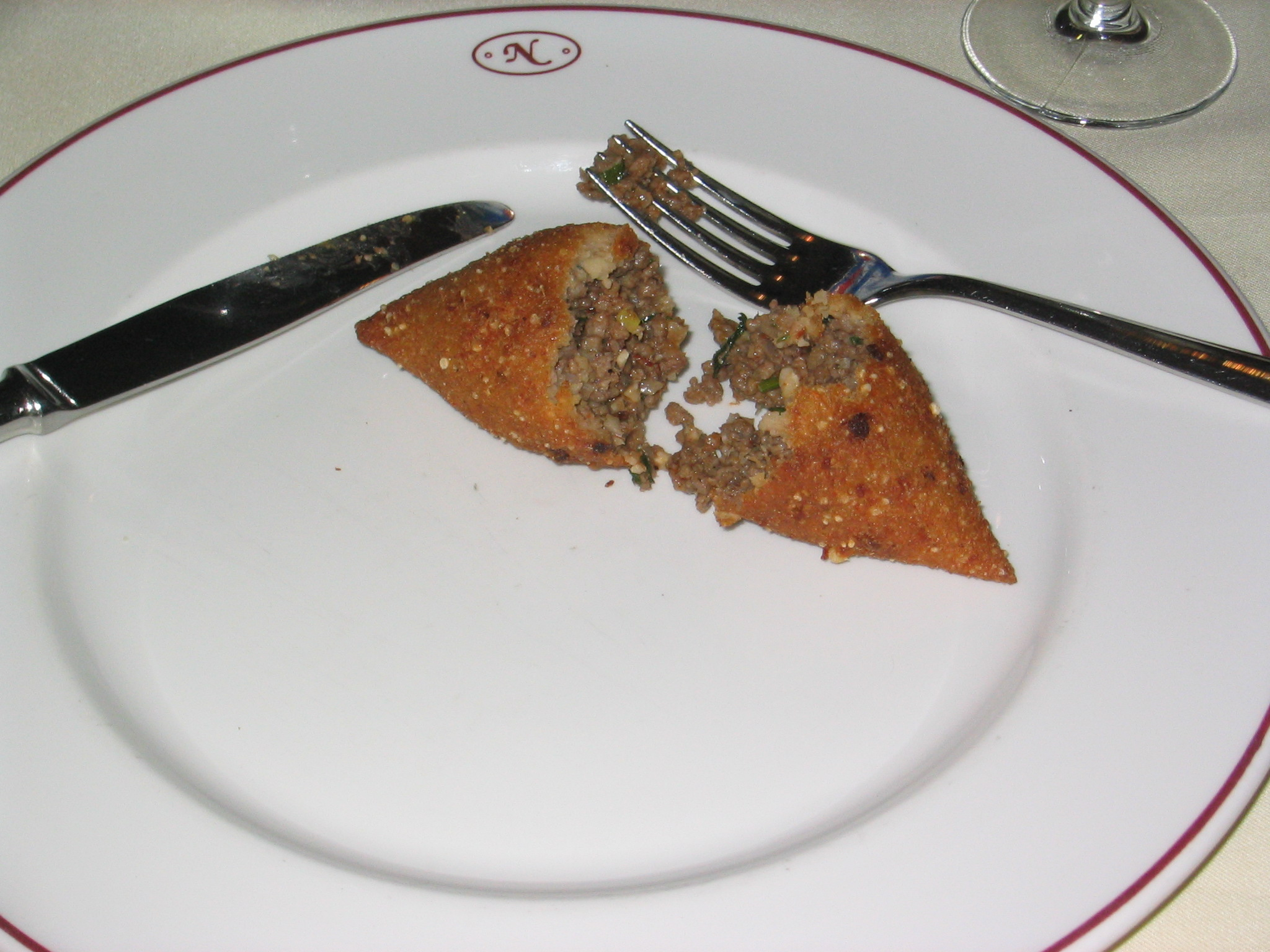
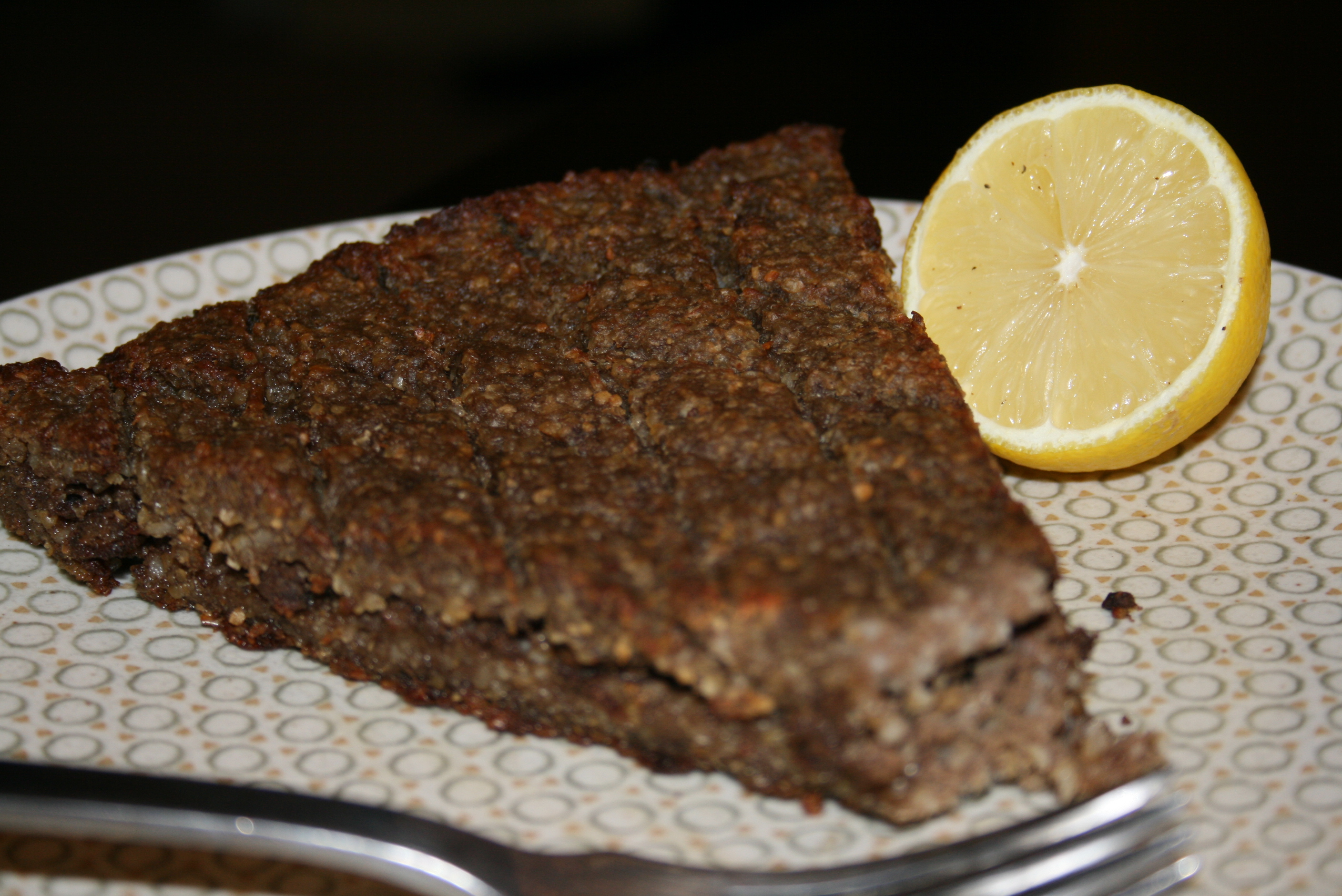
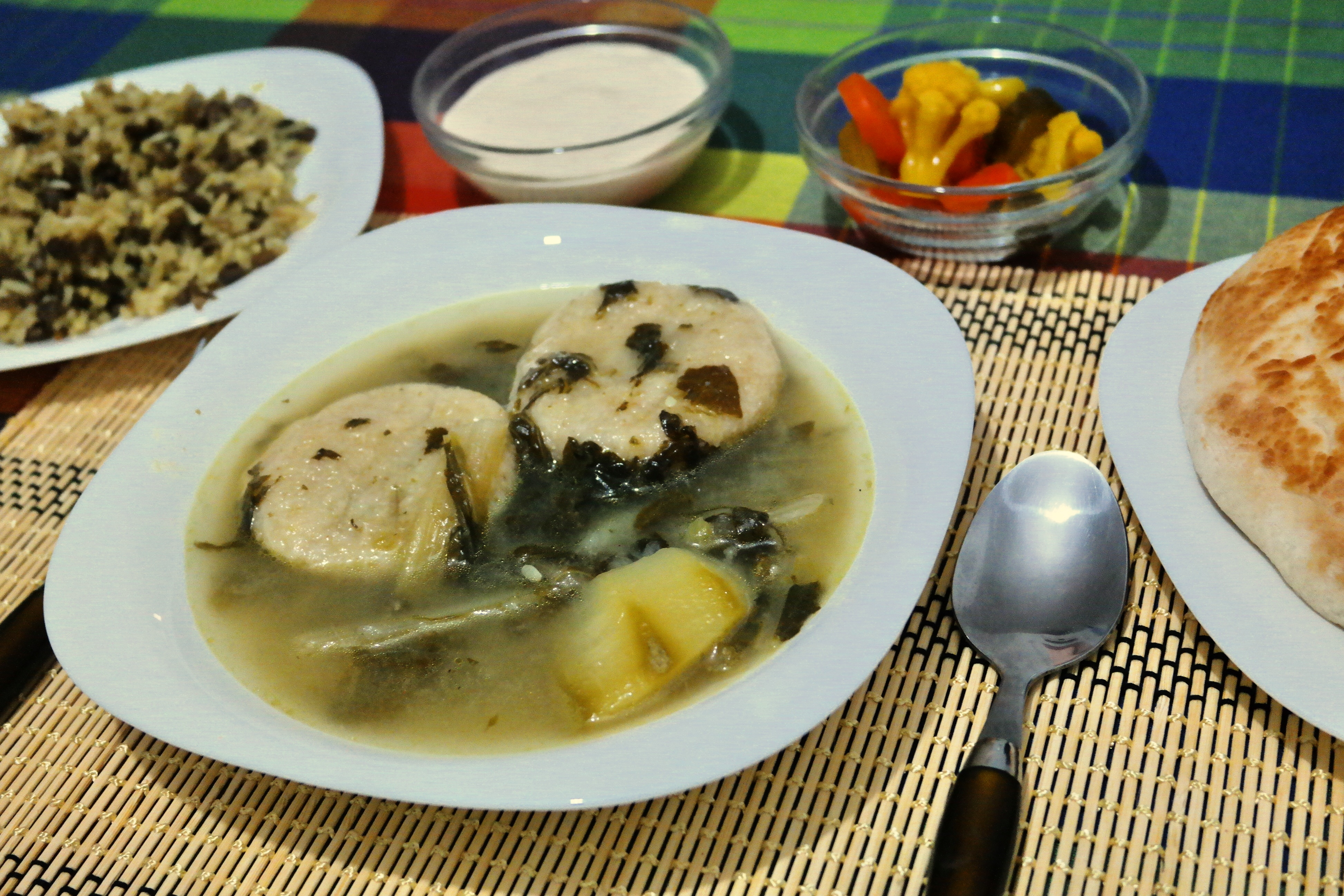

Кіббех зазвичай їдять як закуску або основну м'ясну страву, з зеленим салатом, тушкованими овочами або рисом, йогуртом, запеченою айвою, з вишневим або гранатовим соусом. Гурмани іноді надкушують верхівку кіббеху і вичавлюють всередину часточку лимону. У деяких національних кухнях є рецепти супів, в які передбачаэться при подачі класти один або два кеббе.
Сирий кіббех подають як закуску — мезе на блюді з оливковою олією, зеленою цибулею, зеленим гострим перцем, листям м'яти та лавашем.